# Leptodactylus natalensis
Espèce
Statut de conservation UICN

 LC  : Préoccupation mineure
Leptodactylus natalensis est une espèce d'amphibiens de la famille des Leptodactylidae.

## Répartition
Cette espèce est endémique du Brésil. Elle se rencontre dans la zone côtière des États de Rio Grande do Norte, de Paraíba, du Pernambouc, d'Alagoas, du Sergipe, de Bahia, d'Espírito Santo, du Minas Gerais et de l'État de Rio de Janeiro, jusqu'à 900 m d'altitude,. Elle a été observée en 2008 près des côtes au Ceará, au Piauí et au Maranhão.

## Description
L'holotype de Leptodactylus natalensis mesure 35 mm.
La diversité de son chant a été étudiée. Une dizaine de notes différentes ont été enregistrées variant de 942 ± 40 Hz pour la plus basse à 1 932 ± 212 Hz pour la plus élevée. Leur durée varie quant à elle de 7 à 93 ms.

## Étymologie
Son nom d'espèce, composé de natal et du suffixe latin -ensis, « qui vit dans, qui habite », lui a été donné en référence au lieu de sa découverte, Natal, la capitale du Rio Grande do Norte.

## Publication originale
- Lutz, 1930 : Segunda memória sobre espécies brasileiras do gênero Leptodactylus, incluindo outras aliadas. Second paper on brasilian and some closely related species of the genus Leptodactylus. Memórias do Instituto Oswaldo Cruz, vol. 23, no 1, p. 1‑20 & 21‑34.